# تروكايوس-تورتزايوس
بلدية تروكايوس-تورتزايوس (بالإسبانية: Trucios)‏ (بالباسكية:Turtzioz) هي بلدية تقع في مقاطعة بيسكاي, التي تقع في منطقة الباسك شمالي إسبانيا.

## أعلام
- أوريليو غونزاليس بوينتي

## وصلات خارجية
- (بالإسبانية)